# Romance (chaîne de télévision)
Pour les articles homonymes, voir Romance.
Romance est une ancienne chaîne de télévision française centrée sur le cinéma romantique et émotionnel ayant émis entre 1996 et 2002.

## Histoire
En 1996, le groupe AB crée 5 chaînes pour le bouquet satellite AB Sat. Elles se nomment Action,  Ciné Palace, Polar, Rire et Romance qui est tourné vers le cinéma romantique et émotionnel.
En 2002, un projet de refonte des chaînes cinéma est réalisé, avec un bouquet nommée initialement Cinétem et composé de 6 chaînes: Ciné Art, Ciné Box, Ciné Comic, Ciné FX, Ciné Passion et Ciné Polar.
Cependant, deux de ces chaînes ne verront finalement pas le jour lors de la création du bouquet Cinébox en septembre 2002, Ciné Art et Ciné Passion, cette dernière étant supposée reprendre Romance mais est alors jugée trop similaire à CinéCinéma Émotion.

## Identité visuelle

### Logos

Logo de Romance du 2 avril 1996 à septembre 2002
Logo en projet de Ciné Passion (2002)